# Creme azedo

Uma torrada com creme azedo e pimenta

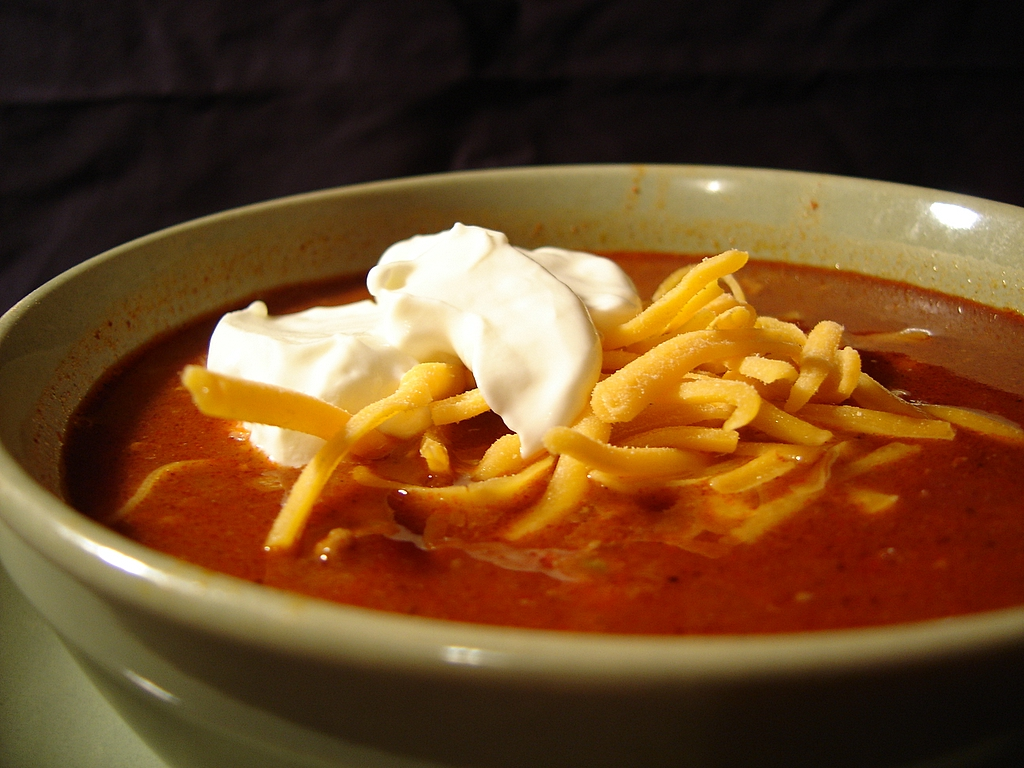
Tigela de chili com creme azedo e queijo

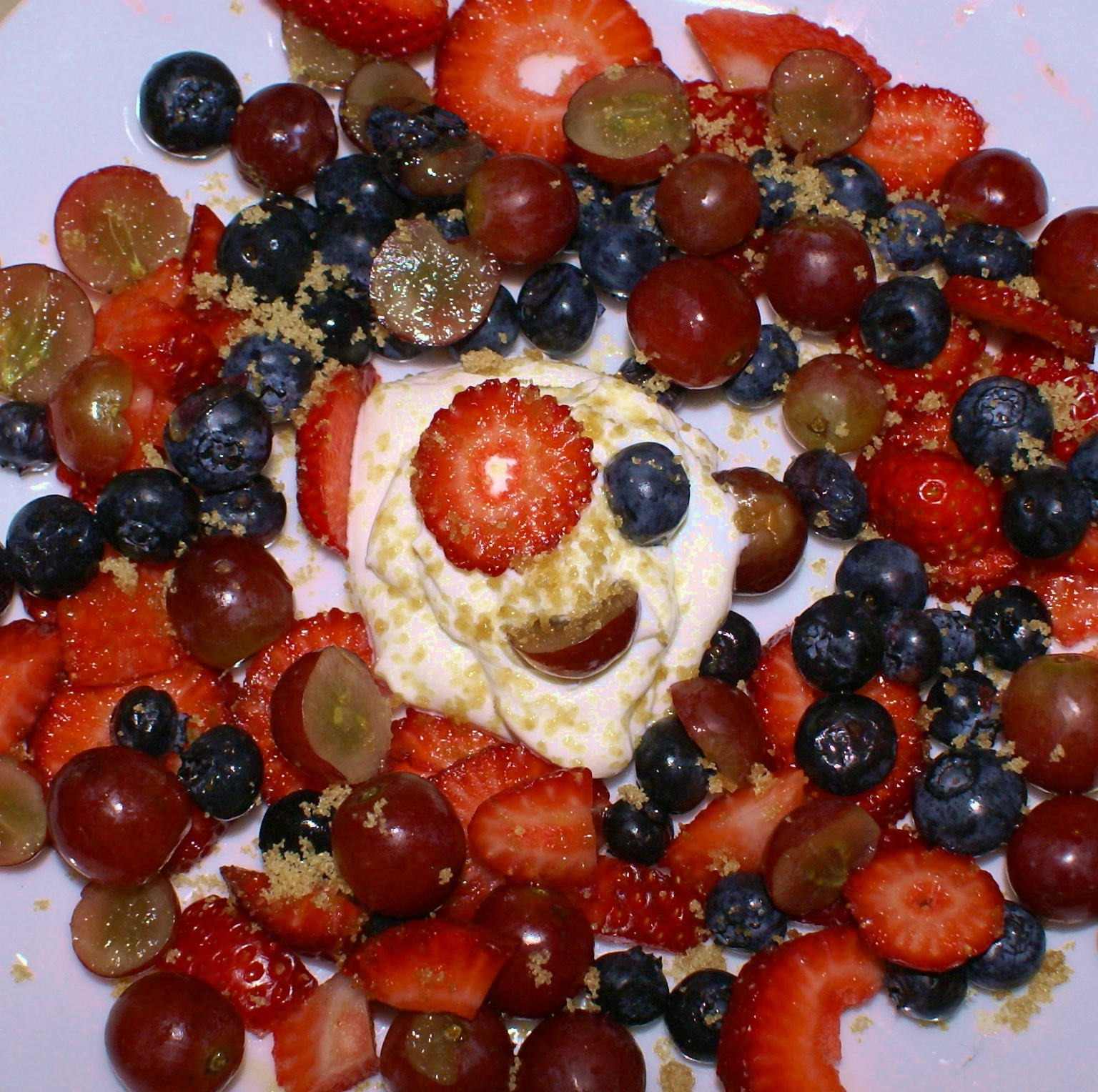
Frutas vermelhas com creme azedo e açúcar

Creme azedo, ou sour cream, mais conhecido em Portugal como natas azedas ou natas ácidas, é um laticínio rico em gordura obtido da fermentação de creme de leite normal por determinados tipos de bactérias lácteas. As bactérias, introduzidas deliberadamente ou naturalmente, azedam e engrossam o creme. O sabor do creme azedo, como o nome diz, é levemente ácido.

## Creme azedo

### Tradicional
O creme azedo feito do creme comum contém de 12 a 16 por cento de gordura láctea (por volta de 14 gramas de gordura em uma porção de 110 gramas) e seu sabor picante vem do ácido láctico criado pelas bactérias. Comercialmente produzido, ele pode ter agentes engrossante como a gelatina, renina, goma guar e carragenina, e ácido para azedar artificialmente o produto.

### Variedades light
O creme azedo light contém por volta de 40 por cento menos gordura láctea por ser feito de uma mistura de leite e menos creme em vez do puro creme de leite.

### Variedades sem gordura
Esta variedade é engrossada com estabilizantes e engrossantes como amido de milho, gelatina, carragenina e goma guar, e não contém quantidades significativas de gordura láctea.

## Usos
Usado principalmente na cozinha norte-europeia e na América do Norte, ele é usado como condimento. Nos Estados Unidos é usado como cobertura para batatas de forno com cebolinhas. Pode ser usado em diversos pratos salgados da cozinha estadunidense, mas adoçado pode ser misturado a bolos, bolachas salgadas, rosquinhas e frutas. Na América Central, há uma variação chamada de suero atollabuey, que é um ingrediente básico em um café da manhã completo.
Na cozinha tex-mex, é o substituto do creme nos nachos, burritos, tacos ou guacamole. É um dos ingredientes mais comuns no estrogonofe de carne da cozinha americana.